# 永平寺ダム
永平寺ダム（えいへいじダム）は、福井県吉田郡永平寺町、一級河川・九頭竜川水系永平寺川に建設されたダムである。
高さ57メートルの重力式コンクリートダム。永平寺川及び合流先である九頭竜川の治水、永平寺町・福井市などへの利水を目的としたダムである。
当初永平寺川ダムだったが、管理に移行する際に改名された。
同じくダムによって形成された人造湖は水源の大佛寺山より大佛湖と命名された。

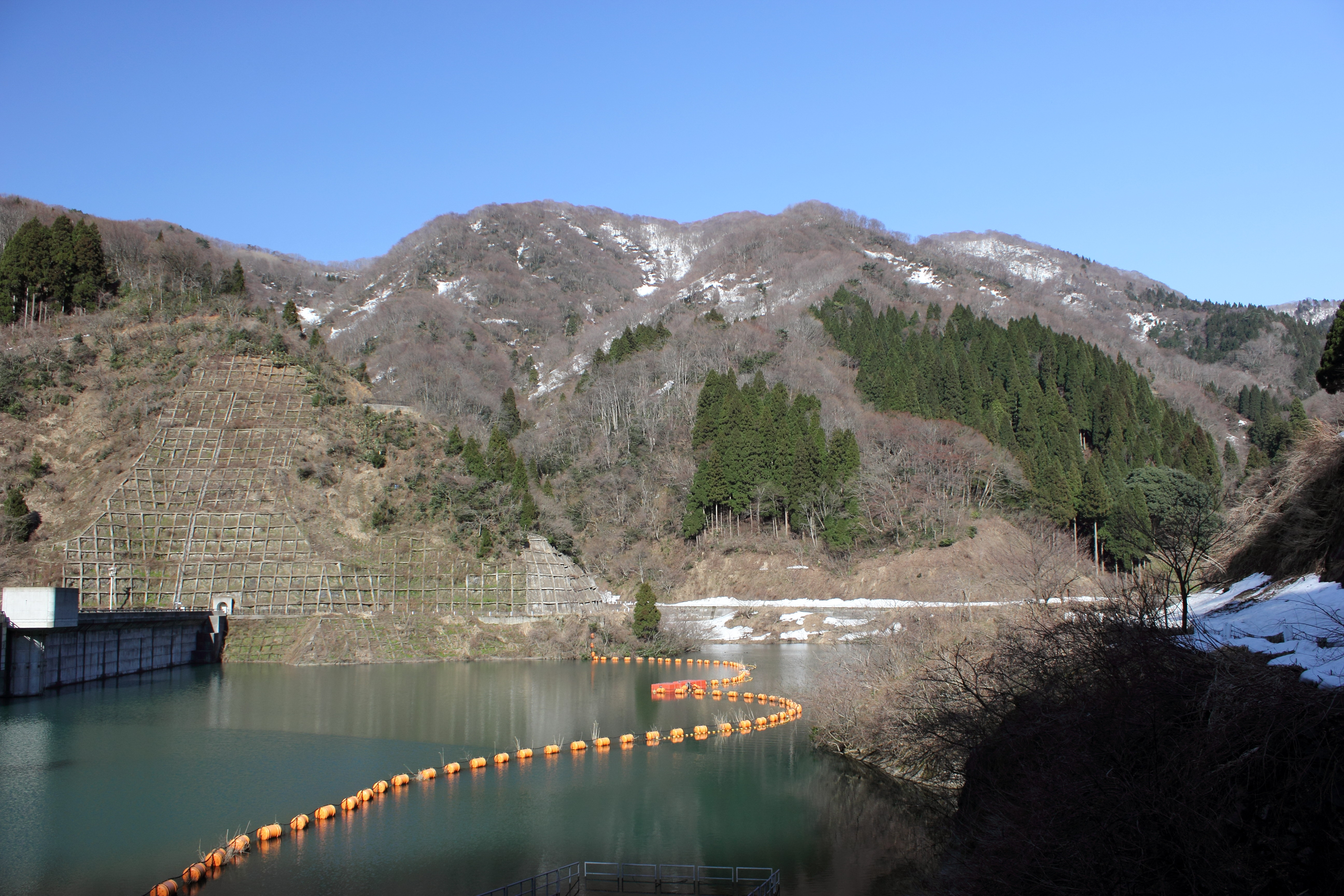
大佛湖
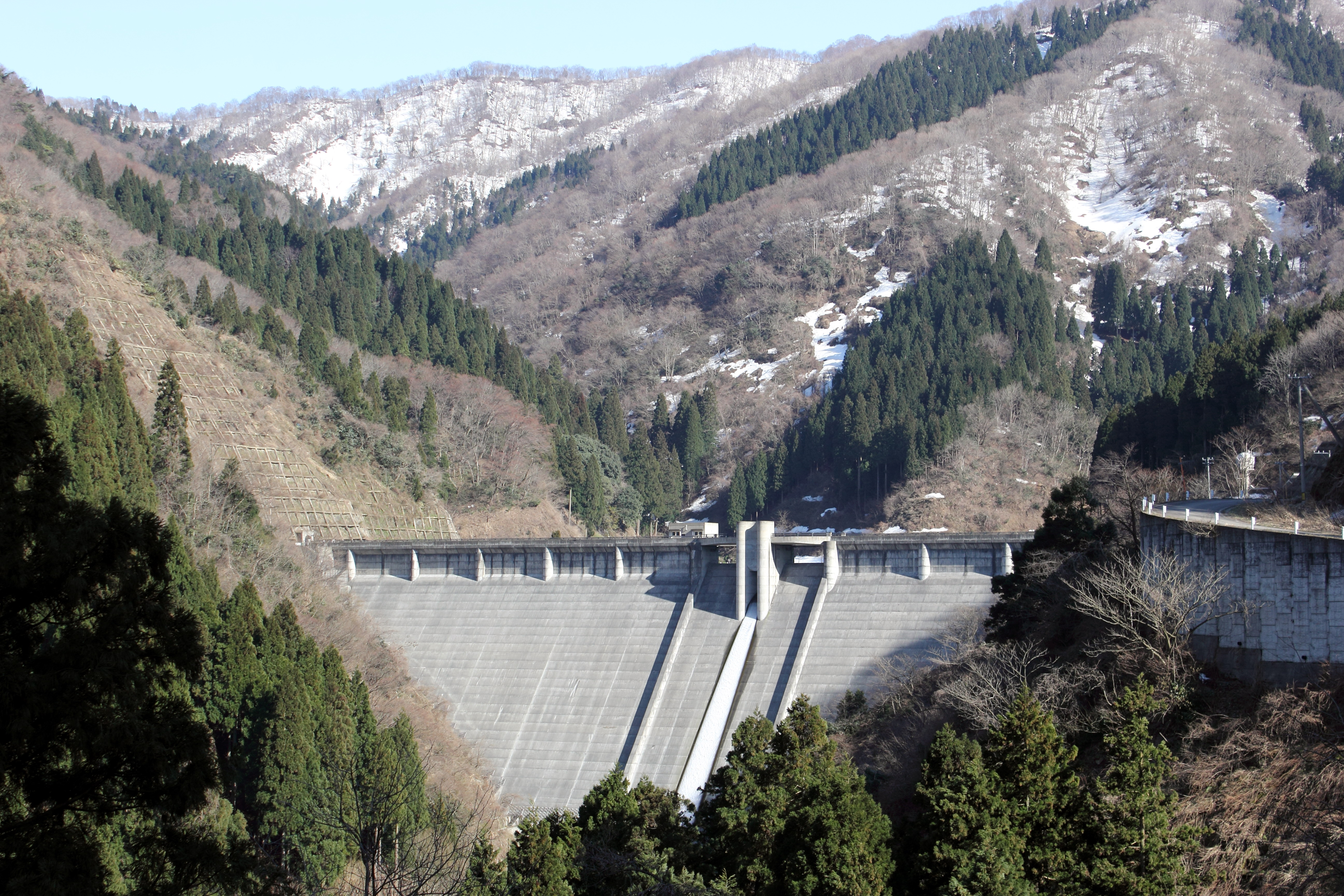
永平寺ダム 遠望